# Felix Platte
Felix Platte (Höxter, 1996. február 11. –) német utánpótlás-válogatott labdarúgó, a Paderborn játékosa.
Bekerült a 2017-es U21-es labdarúgó-Európa-bajnokságra utazó keretbe.

## Statisztika
2017. június 13. szerint.
| Klub információ       | Klub információ       | Klub információ       | Bajnokság | Bajnokság | Kupa      | Kupa      | Nemzetközi | Nemzetközi | Összesen | Összesen |
| Szezon                | Klub                  | Bajnokság             | Mérk.     | Gól       | Mérk.     | Gól       | Mérk.      | Gól        | Mérk.    | Gól      |
| Németország           | Németország           | Németország           | Bajnokság | Bajnokság | DFB-Pokal | DFB-Pokal | Nemzetközi | Nemzetközi | Összesen | Összesen |
| --------------------- | --------------------- | --------------------- | --------- | --------- | --------- | --------- | ---------- | ---------- | -------- | -------- |
| 2014–15               | Schalke 04            | Bundesliga            | 2         | 0         | 0         | 0         | 1          | 0          | 3        | 0        |
| 2015–16               | Schalke 04            | Bundesliga            | 1         | 0         | 0         | 0         | 0          | 0          | 1        | 0        |
| 2015–16               | Darmstadt 98          | Bundesliga            | 11        | 0         | 0         | 0         | —          | —          | 11       | 0        |
| 2016–17               | Darmstadt 98          | Bundesliga            | 9         | 2         | 0         | 0         | —          | —          | 9        | 2        |
| Összesen              | Németország           | Németország           | 23        | 2         | 0         | 0         | 1          | 0          | 24       | 2        |
| Karrier teljesítménye | Karrier teljesítménye | Karrier teljesítménye | 23        | 2         | 0         | 0         | 1          | 0          | 24       | 2        |

## Sikerei, díjai
- Németország U21
  - U21-es labdarúgó-Európa-bajnokság: 2017